# 죽림초등학교 (경남)
죽림초등학교는 대한민국 경상남도 통영시에 있는 공립 초등학교이다.

## 학교 연혁
- 2007년 5월 4일 : 죽림초교 개교 기념일

## 참고 자료
- 죽림초등학교 - 한국교육학술정보원 학교알리미

## 같이 보기
- 제석초등학교